# Йохан Адам фон Бодман
Йохан Адам фон Бодман (на немски: Johann Adam Freiherr von und zu Bodmann; * 28 март 1672 в Еспазинген в област Констанц; † 30 януари 1742) е имперски фрайхер от стария швабски род Бодман.
Той е син на Йохан фон Бодман (1637 – 1692) и съпругата му Мария Салома Шинделин фон Унтер-Райтенау (1650 – 1689), дъщеря на Ханс Филип Шинделин фон Унтер-Райтенау (1606 – 1681) и Барбара Фогт фон Празберг († 1669). Внук е на Ханс Адам фон Бодман-Каргег и Фройдентал (1606 – 1678) и Мария Магдалена фон Зикинген (1611 – 1660). Баща му е брат на Йоханес Волфганг фон Бодман (1651 – 1691), от 1686 г. вай-епископ на Констанц.
Фамилията е издигната 1716 г. на имперси фрайхер.

## Фамилия
Йохан Адам фон Бодман се жени на 10 януари 1700 г. в Дешген за Мария Анна Ерентрауд Фелицитас фон Кагенек (* 10 януари 1670, Мунцинген; † 10 април 1728), дъщеря на имперски фрайхер Йохан Фридрих фон Кагенек (1633 -1705) и Мария Сузана Магдалена фон Андлау (1641 – 1712). Те имат една дъщеря::
- Мария Анна Агата Ида фон Бодман (* 7 юни 1707, Бодман на Зе; † 3 юни 1761, 'с-Гравенхаге), омъжена на 25 юли 1726 г. в Бодман за фрайхер Юдас Тадаус Адам Йохан Йозеф Антон фон Райшах (* 16 май 1698, Имендинген; † 9 октомври 1782, 'с-Гравенхаге)